# Andorsko-francuska granica
Granica Andore i Francuske duga je 57 km, a dijeli južnu Francusku (departmani Ariège i Pyrénées-Orientales) te sjevernu i sjeveroistočnu Andoru.
Ovo je treća najkraća Francuska granica, nakon granice s Monakom i Kraljevinom Nizozemskom (potonja na karipskom otoku Saint Martin).

## Opis
Zapadni kraj granice počinje na tromeđi zapadna Andora – Španjolska – Francuska, koja se nalazi na vrhu Pic de Médécourbe (42°36′13″N 1°26′31″E / 42.603734°N 1.441965°E). Zatim slijedi opći smjer sjeveroistoka, pa se prebacuje na jugoistok do istočne tromeđe Andora–Španjolska–Francuska (42°30′17″N 1°43′32″E / 42.504674°N 1.725640°E).
Većina francusko-andorske granice određena je običajima – ne postoji međunarodni ugovor koji službeno utvrđuje tijek granice, osim u slučajevima u nastavku.
Godine 2001. bilateralni ugovor između Francuske i Andore malo je ispravio i dopunio granicu. Predviđena je razmjena dviju jednakih parcela zemlje od po 15.925 m2, svaka kako bi se omogućilo Andori da na svojoj dodijeljenoj parceli izgradi vijadukt koji povezuje tunel Envalira s francuskim RN22.
Francuski grad Porta, u departmanu Pyrénées-Orientales, osporio je zamjenu zemljišta pred pravosudnim odjelom francuskog Državnog vijeća, osporavajući da je u suprotnosti s francuskim ustavom: tvrdio je da nije bio konzultiran prije nego što je ugovor o granici sastavljen i odobren. Državno vijeće je odbacilo zahtjev, odlučivši da je ugovor ratificiran zakonom i da stoga nije na Vijeću da odlučuje o zakonitosti zakona. Štoviše, ne postoji zakonska obveza da se država konzultira s općinama koje graniče s granicom prilikom prilagodbe granice.
U svibnju 2015. Europska komisija usvojila je program suradnje za poboljšanje zaštite okoliša duž granica Andore sa Španjolskom i Francuskom.

## Granične kontrole
Provjere na granici su minimalne, budući da Andora nije ni u schengenskom području ni u Europskoj uniji. Prije 2017. većina vlasnika europskih putovnica bila je podvrgnuta samo minimalnoj vizualnoj provjeri putovnice prilikom ulaska i izlaska iz schengenskog područja, što je trajalo manje od 5 sekundi. Nakon nekoliko terorističkih napada u Europi, Zakon o schengenskim granicama izmijenjen je 2017. kako bi se zahtijevalo da se putovnice svih putnika (uključujući one koji imaju pravo na slobodno kretanje između dviju dotičnih zemalja) strojno skeniraju prilikom ulaska i izlaska iz schengenskog područja radi provjere razne kriminalističke baze podataka. Ovaj proces može trajati do 30 sekundi po putniku i doveo je do dugih zastoja na svim granicama između schengenskih i neschengenskih zemalja, kako u zračnim lukama, tako i na cestovnim i željezničkim granicama.
Jedina cestovna granica između dviju zemalja je istočno od Pas de la Casa, na gotovo 2000 metara (6000') nadmorske visine. Ne postoji željeznički prijelaz, iako autobusna linija povezuje Pas de la Casa sa željezničkom stanicom u francuskom pograničnom gradu L'Hospitalet-près-l'Andorre.
Helikopteri mogu letjeti između andorskih i neandorskih zračnih luka s međunarodnim graničnim nadzorom. Najčešći letovi povezuju Andoru sa zračnim lukama u Barceloni i Toulouseu.
Postoji sporazum potpisan 2003. između Francuske, Španjolske i Andore o kretanju i boravku državljana trećih zemalja u Andori. Određuje da tri zemlje moraju uskladiti svoje zahtjeve za vizu (u praksi, da Andora usvoji schengenske zahtjeve za vizu kojih se već pridržavaju i Francuska i Španjolska) i da Andora prihvaća ulazak samo onima koji imaju pravo ulaska u Španjolsku ili Francusku. Andora može dopustiti dugi boravak bilo kojoj osobi. Putnici kojima je potrebna schengenska viza za ulazak u schengensko područje mogu ući u Andoru koristeći ovu vizu, ali to mora biti viza za više ulazaka, jer ulazak u Andoru podrazumijeva napuštanje schengenskog područja.

## Francuske komune i andorske župe uz granicu
Od zapada prema istoku:
Francuska strana – 9 gradova:
7 u Ariègeu: Auzat, Lercoul, Siguer, Gestiès, Aston, Mérens-les-Vals i L'Hospitalet-près-l'Andorre; 2 u Pyrénées-Orientales: Porté-Puymorens i Porta.
Andorska strana – 4 župe:
La Massana, Ordino, Canillo i Encamp .

## Vanjske poveznice
|  | Zajednički poslužitelj ima još gradiva o temi Andorsko-francuska granica |